# 克瓦爾芬嫩嶺
72°8′S 26°24′E / 72.133°S 26.400°E
克瓦爾芬嫩嶺是南極洲的山嶺，位於伊薩克森山以北1公里，屬於南龍達訥山脈的一部分，最高點海拔高度2,670米，由德國探險隊發現。